# Alchemy X
Alchemy X is een Amerikaanse progressivemetalband.

## Artiesten
- Christopher Fox - gitarist
- Bob Mitchell - vocalist
- Steven Ratchen - achtergrondstem, bassist, drummer, toetsenist
- Robert Schreiber - gitarist
- Chris Scorsese - drummer

## Vorige leden
- Martin Morin - vocalist

## Discografie
- 1999 - A Delicate Balance
- 2003 - 11:59:59